# 徐医附院站
徐医附院站是徐州地铁1号线的地铁站，位于中华人民共和国江苏省徐州市泉山区淮海西路与立达路交叉口，于2019年9月28日开通。

## 车站结构
徐医附院站沿淮海西路东西设置，为地下三层岛式站台车站，车站长166.5米，标准段宽22.1米，车站地下一层为站厅层，地下二层为设备层，地下三层为站台层，站台设置全高站台门。
| 地面              | 出入口 | 1、3、4出入口                                                                                               |
| 地下一层          | 站厅   | 客服中心、自动售票机、验票机                                                                                |
| 地下二层          | 设备   | 车站设备 |
| 地下三层          | 站台   | \| \| \| █ 1号线往路窝（苏堤路） \| \| 島式 · 開左邊车门 \| \| \| \| \| \| █ 1号线往徐州东站（彭城广场） \| |
|                   |        | █ 1号线往路窝（苏堤路）                                                                                     |
| 島式 · 開左邊车门 |        | |
|                   |        | █ 1号线往徐州东站（彭城广场）                                                                               |

## 车站出口
徐医附院站目前开放3个出入口，各出口及周围设施如下所示：
| 出口编号            | 照片 | 出口指示         | 建议前往的目的地     |
| ------------------- | ---- | ---------------- | -------------------- |
| 1 · 出口            |      | 淮海西路（南侧） | 徐州医科大学附属医院 |
| 3 · 出口 · （设有） |      | 淮海西路（北侧） | 立达路小区，富国绿苑 |
| 4 · 出口            |      | 淮海西路（北侧） | 徐州展览馆           |
| 图例： 设有         |      |                  |                      |

## 接驳交通

### 公交车
- 市二院：1路、1路区间、13路、13路附、13路加班车、K13路、37路、57路、5路、76路、608路、909路、909路定制、专20路

## 车站历史
车站建设时期工程名为西安路站，开通前确定以徐医附院站作为车站正式名称。
- 2017年3月18日，车站主体结构封顶[4]。
- 2019年9月28日，车站随1号线一期通车开通[1]。